# Campeonato Mundial de Peso Semicompleto del CMLL
El Campeonato Mundial de Peso Semicompleto del CMLL es un campeonato de lucha libre profesional dentro del Consejo Mundial de Lucha Libre.

## Historia
La promoción de la lucha profesional mexicana Empresa Mexicana de Lucha Libre (EMLL) fue fundada en 1933 e inicialmente reconoció una serie de campeonatos de lucha "nacional mexicana", respaldada por la Comisión de Box y Lucha Libre México DF (Ciudad de México) Comisión de Boxeo y Lucha). El Campeonato Nacional Ligero de Peso Mexicano fue creado en 1942 cuando EMLL comenzó a promover partidos para ese campeonato con la aprobación y supervisión de la comisión de lucha libre. En la década de 1950, EMLL se convirtió en miembro de la National Wrestling Alliance (NWA) y comenzó a promover el NWA World Heavyweight Championship a fines de la década de 1950 Anteriormente, ese campeonato había sido promovido en los Estados Unidos, Pero la NWA le dio a EMLL el control total del campeonato en 1958, posicionando el título de la NWA como el título de más alto rango en la división de peso semipesado.
En 1991, el Consejo Mundial de Lucha Libre decidió crear una serie de Campeonatos Mundiales, entre ellos, el Campeonato de Peso Semicompleto. Se celebró un torneo con 16 luchadores para determinar al primer campeón, donde la final fue entre Jerry "El Puma" Estrada y Pierroth Jr., resultando "El Puma" el primer monarca.
En 1996, el entonces campeón Dr. Wagner Jr. perdió el título contra Aquarius en un show en Japón, pero el cambio de manos del centro nunca fue reconocido por el CMLL, ocho días después, Dr. Wagner Jr. recuperó el título. Oficialmente no se reconoce a Dr. Wagner Jr. como tres veces campeón, sino como dos veces campeón.
El 15 de enero de 2013, el entonces campeón Rush renunció voluntariamente al Campeonato Mundial de Peso Semicompleto del CMLL como parte de su lucha contra el Campeón Mundial de Peso Completo El Terrible. Como parte de la historia, El Terrible declaró que no se defendería contra alguien que representara una clase de menor peso, por lo que Rush se mudó a la división de peso pesado para una pelea por el título. El 29 de enero de 2013, Rey Escorpión derrotó a Volador Jr. en la final del torneo para convertirse en el décimo tercer campeón general.
El 8 de abril de 2016, La Máscara ganó el Campeonato Mundial de Peso Semicompleto del CMLL al derrotar a Ángel de Oro. Sin embargo, el 22 de mayo de 2017, La Máscara fue despedido por CMLL y el campeonato quedó vacante. El 10 de junio de 2017, Niebla Roja ganó el campeonato al superar a otros 9 luchadores, Bárbaro Cavernario, Blue Panther, Carístico, Drone ,Johnny Idol , Misterioso Jr., Pólvora, Reapper y Stuka Jr.

## Campeones
El Campeonato Mundial de Peso Semicompleto del CMLL es el campeonato secundario de la empresa, creado en 1991. El campeón inaugural fue Jerry Estrada, quien derrotó a Pierroth Jr. en la final de un torneo en un House show y desde esto, ha habido 16 distintos campeones oficiales, repartidos en 17 reinados en total. Además, el campeonato ha sido declarado vacante en dos ocasiones a lo largo de su historia.
El reinado más largo en la historia del título le pertenece a Niebla Roja, quien mantuvo el campeonato por 1861 días en su único reinado. Por otro lado, Jerry Estrada posee el reinado más corto en la historia del campeonato, con 175 días con el título en su haber.
En cuanto a los días en total como campeón (un acumulado entre la suma de todos los días de los reinados individuales de cada luchador), Niebla Roja posee el primer lugar, con 1861 días como campeón en su único reinado. Le siguen Dr. Wagner Jr., con 1574 días como campeón entre sus 2 reinados, Último Guerrero (1309 días en su único reinado), Rey Bucanero (1263 días en su único reinado) y Ephesto (1002 días en su único reinado). 
El campeón más joven en la historia es Rush, quien a los 23 años y 146 días derrotó a Ephesto en un House show. En contraparte, el campeón más viejo es Villano III, quien a los 39 años y 244 días derrotó a Atlantis en un House show. En cuanto al peso de los campeones, Rey Escorpión es el más pesado con 92 kilogramos, mientras que Jerry Estrada es el más liviano con 87 kilogramos.
Por último, Dr. Wagner Jr. y Atlantis son los luchadores con más reinados, ya que poseen 2.

### Campeón actual
El actual campeón es MJF, quien se encuentra en su primer reinado como campeón. MJF ganó el campeonato tras derrotar al excampeón Averno el 1 de agosto de 2025 en Súper Viernes.
MJF aún no registra hasta el 10 de agosto de 2025 defensas televisadas.

### Lista de campeones
† indica cambios no reconocidos por Consejo Mundial de Lucha Libre
|    | Luchador           | N.º | Fecha                    | Días       | Show o evento           | Notas y referencias |
| -- | ------------------ | --- | ------------------------ | ---------- | ----------------------- | --- |
| 1  | Jerry Estrada      | 1   | 26 de septiembre de 1991 | 175        | House show              | Derrotó a Pierroth Jr. en la final de un torneo.                                                                           |
| 2  | Pierroth Jr.       | 1   | 19 de marzo de 1992      | 379        | House show              | [ 6 ] |
| 3  | Dr. Wagner Jr.     | 1   | 2 de abril de 1993       | 334        | House show              | [ 7 ] |
| 4  | Atlantis           | 1   | 2 de marzo de 1994       | 655        | House show              | [ 8 ] |
| 5  | Dr. Wagner Jr.     | 2   | 17 de diciembre de 1995  | 1240 (215) | House show              | [ 9 ] |
| —  | Aquarius           | †   | 19 de julio de 1996      | 8          | House show              | Reinado no reconocido por el CMLL.                                                                                         |
| —  | Dr. Wagner Jr.     | †   | 27 de julio de 1996      | 1017       | House show              | Wagner recuperó el título en Japón. Reinado no reconocido por el CMLL.                                                     |
| 6  | Atlantis           | 2   | 10 de mayo de 1999       | 196        | House show              | [ 12 ] |
| 7  | Villano III        | 1   | 22 de noviembre de 1999  | 685        | House show              | [ 13 ] |
| 8  | Shocker            | 1   | 7 de octubre de 2001     | 432        | House show              | [ 14 ] |
| 9  | Último Guerrero    | 1   | 13 de diciembre de 2002  | 1309       | House show              | [ 15 ] |
| 10 | Rey Bucanero       | 1   | 14 de junio de 2006      | 1263       | House show              | [ 16 ] |
| 11 | Ephesto            | 1   | 26 de mayo de 2009       | 1002       | House show              | [ 17 ] |
| 12 | Rush               | 1   | 22 de febrero de 2011    | 693        | House show              | [ 18 ] |
| —  | Vacante            | —   | 15 de enero de 2013      | —          | —                       | Debido a que Rush dejó vacante el título para obtener una oportunidad por el Campeonato Mundial de Peso Completo del CMLL. |
| 13 | Rey Escorpión      | 1   | 29 de enero de 2013      | 637        | House show              | Derrotó a Volador Jr. en la final de un torneo.                                                                            |
| 14 | Ángel de Oro       | 1   | 28 de octubre de 2014    | 528        | House show              | [ 20 ] |
| 15 | La Máscara         | 1   | 8 de abril de 2016       | 409        | Super Viernes           | [ 21 ] |
| —  | Vacante            | —   | 22 de mayo de 2017       | —          | —                       | Debido a que La Máscara fue despedido de la CMLL por el acto vandálico.                                                    |
| 16 | Niebla Roja        | 1   | 10 de junio de 2017      | 1861       | Sábado Arena Coliseo    | Fue un Torneo cibernético Elimination match, donde finalmente eliminó a Bárbaro Cavernario.                                |
| 17 | Bárbaro Cavernario | 1   | 15 de julio de 2022      | 623        | Super Viernes           | [ 23 ] |
| 18 | Averno             | 1   | 29 de marzo de 2024      | 490        | Homenaje a Dos Leyendas | [ 24 ] |
| 19 | MJF                | 1   | 1 de agosto de 2025      | 9+         | Súper Viernes           | |

### Total de días con el título
La siguiente lista muestra el total de días que un luchador ha poseído el campeonato, si se suman todos los reinados que posee. 

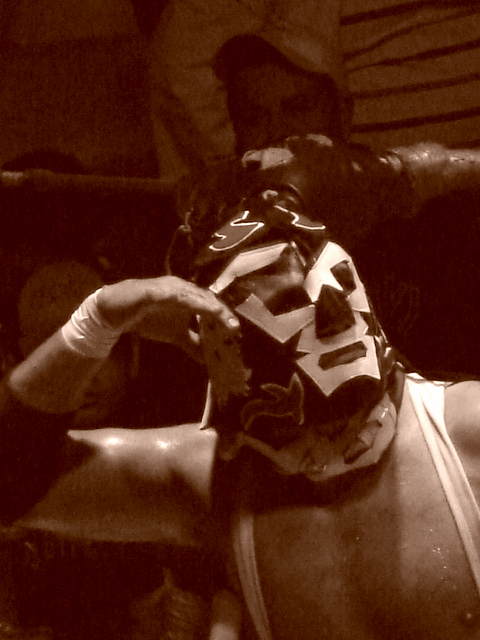
Dr. Wagner, Jr., tres veces campeón.

A la fecha del 10 de agosto de 2025.
| + | Indica el campeón actual |

| N.º | Campeón            | Reinados | Total de días |
| --- | ------------------ | -------- | ------------- |
| 1   | Niebla Roja        | 1        | 1861          |
| 2   | Dr. Wagner Jr.     | 2        | 1574          |
| 3   | Último Guerrero    | 1        | 1309          |
| 4   | Rey Bucanero       | 1        | 1263          |
| 5   | Ephesto            | 1        | 1002          |
| 6   | Atlantis           | 2        | 851           |
| 7   | Rush               | 1        | 693           |
| 8   | Villano III        | 1        | 685           |
| 9   | Rey Escorpión      | 1        | 637           |
| 10  | Bárbaro Cavernario | 1        | 623           |
| 11  | Ángel de Oro       | 1        | 528           |
| 12  | Averno             | 1        | 490           |
| 13  | Shocker            | 1        | 432           |
| 14  | La Máscara         | 1        | 409           |
| 15  | Pierroth Jr.       | 1        | 379           |
| 16  | Jerry Estrada      | 1        | 175           |
| 17  | MJF                | 1        | 9+            |
| 18  | Aquarius           | 1        | 8             |

### Mayor cantidad de reinados
| Reinados | Luchador (es)             |
| -------- | ------------------------- |
| 2 veces  | Dr. Wagner, Jr., Atlantis |